# Cratere Paracelsus
Paracelsus è un cratere lunare di 85,88 km situato nella parte sud-occidentale della faccia nascosta della Luna.